# Tlaxcoapan
Atitalaquia és un municipi de l'estat d'Hidalgo. Atitalaquia és el cap de municipi i principal centre de població d'aquesta municipalitat. Aquest municipi és a la part sud-occidental de l'estat d'Hidalgo. Limita al nord amb el municipi de Tlahuelilpan, al sud amb Atitalaquia, l'oest amb Tula i a l'est amb Tetepango.